# 田尻敢
田尻 敢（たじり いさむ、英文文献による、文献によっては「ひろし」1902年 - 1966年）は、日本の医学者、皮膚科医。ハンセン病の医師で国立療養所長島愛生園、国立療養所菊池恵楓園（ここでは園長）、国立療養所多磨全生園などで研究した。1955年にacute infiltration of leprosyという概念を提案した。

## 略歴
1902年5月 東京で金原磊の5男として出生。16歳時、田尻家の養子となる。1930年3月 千葉医科大学卒業　同5月 全生病院に医務嘱託。1931年 長島愛生園医官　1932年　西村みね子と結婚　1934年 長島愛生園医務課長　1935年5月 千葉医科大学より　医学博士 博士論文の題は「呼吸器の癩」。 　1944年・1945年 2回応召、1・2カ月で解除　1947年 多磨全生園医官　1955年 医務課長　1957年　沖縄出張（4ヵ月）1958年 菊池恵楓園園長　1963年 多磨全生園第2内科医長　1966年11月21日、 心不全で死去　同日　従三位、勲二等瑞宝章を贈られる

## 業績
- らい患者血漿中炭酸含有量、 レプラ3,73,1931
- 愛生園開設当初における丹毒の流行、 東京医事新報 2804,1932
- 呼吸器のらい (第1報) 気管、肺、 千葉医学雑誌 11,2,1933
- 小笠原氏の金オルガノゾルによる治療を読みて、 医海時報 2048,1933
- 呼吸器のらい (第2報) 鼻、 レプラ 5,4,467,1934
- 鼻腔および副鼻腔のらい。 レプラ 6,1,1935
- 呼吸器のらい (第3報) 口腔及び咽頭、 レプラ 6,5,1935
- Leprotic changing in the lung Int J Lepr 3,4,1935
- Leprosy and childbirth Int J Lepr 4,2,1936
- らいに於ける皮膚反応、 東京医事新報 3027, 1937
- 結節らいの1例の呼吸困難の経過、 耳鼻喉頭科誌 11,12,1938
- らいと妊娠 医事公論、 1440,1940
- らいの未患児童と光田氏反応、 医事公論 1467,1940
- セファランチンによるらいの治療、 日本医学 3389,1944
- (書物）一般医のらい病学、 医学書院 1951
- らい患者皮膚の電気生理学的研究、 レプラ 22,4,1953
- らい神経の電気刺激いき値 レプラ 22,22,6,1953
- らいと知覚麻痺、 レプラ 22,3,1953
- らいの急性浸潤における光田反応、 レプラ 23,3,1954
- らいの急性浸潤、 レプラ 23,5,1954
- Acute infiltration of leprosy Int J Lepr 23,370-84,1955
- 1957年6月における琉球のらい、 長島紀要 6, 1958

## やさしい医学講座 ハンセン氏病の知識
全患協ニュースにおいて、1955年より1960年まで連載された。

## 田尻敢の人柄とハンセン病
中学時代からクリスチャンである。光田健輔はハンセン病研究家になる場合は外の施設で専門を勉強することを勧めていたが、田尻敢の場合はそれが耳鼻科であった。田尻が愛生園に入った頃は光田門下の林文雄、田尻敢、井上謙、宮川量など意気盛んであったという。桜井方策は田尻が学問をやりながら、光田を助け愛生園患者騒動で苦労したと述べている。菊池恵楓園では宮崎松記の後に園長になったが、宮崎が退職した時が入所患者数が最大で、その後徐々に減じてきた。内田守は眼科医で気管切開もするが、田尻敢に患者の呼吸困難で夜間往診を頼んだ時に、患者のヒステリーを指摘したエピソードを述べている。菊池恵楓園の自治会長の荒木正は田尻が重度の障害者でも菌が陰性で、受け入れに問題がない場合は退院を許可したと述べている。

## 家族
長兄の金原祐之助は三島製紙株式会社社長を務めた。

## 文献
- 菊池恵楓園患者援護会『田尻敢博士遺稿集』、1969年
- 菊池恵楓園『百年の星霜　国立療養所菊池恵楓園創立百年記念誌　歴代園長のプロフィール及び業績』、2009年